# جورهات
جورهات رمزها «JO» (بالإنجليزية: Jorhat)‏ ، هو تقسيم إداري لدولة الهند تتبع ولاية أسام (بالإنجليزية: Assam)‏ ، مركزها هو مدينة جورهات (بالإنجليزية: Jorhat)‏ عدد سكانها
حسب تعداد سنة 2001 هو 1,009,197 ، مساحتها 2,851 كم² وكثافة السكان 354 لكل كم² .

## أعلام
- مان بهادر راي
- تشارلز الكسندر بروس
- تيم سيفيرين،